# Frömern
Frömern ist ein Ortsteil der Stadt Fröndenberg/Ruhr im Kreis Unna, der mehr als 1600 Einwohner hat und etwa zwei Kilometer nordwestlich des Stadtzentrums liegt. 

## Geschichte

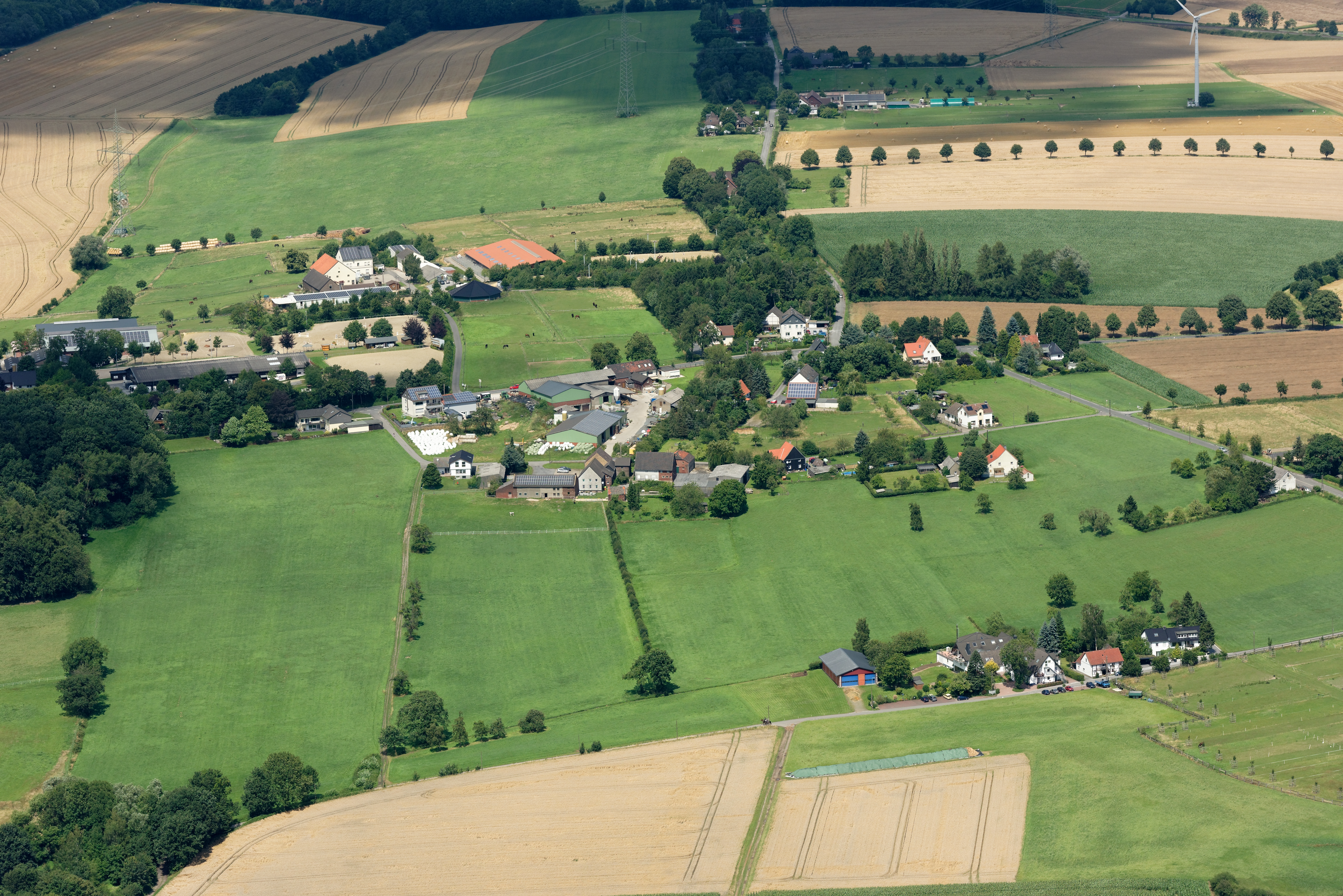
Dorf Landwehr, welches zum Ortsteil Frömern gehört

Frömern gehörte im Spätmittelalter und der Frühen Neuzeit in eigener Bauerschaft (Froenberen) im Amt Unna zur Grafschaft Mark. Laut dem Schatzbuch der Grafschaft Mark von 1486 hatten die 15 Steuerpflichtigen in der Bauerschaft zwischen 2 oirt und 6 Goldgulden an Abgabe zu leisten. Im Jahr 1705 waren in der Bauerschaft (Dorf Fröbern) 16 Steuerpflichtige mit Abgaben an die Rentei Hamm im Kataster verzeichnet.
Ab dem 19. Jahrhundert gehörte Frömern bei der Errichtung der Ämter in der preußischen Provinz Westfalen zum Amt Fröndenberg im Kreis Hamm. 1895 gab es in der Landgemeinde Frömern auf 569,5  ha Fläche, 5 Wohnplätze, 63 Wohnhäuser mit 67 Haushaltungen und 380 Einwohner. Anlässlich der Auskreisung der Stadt Hamm am 1. April 1901 wurde aus dem Kreis der Landkreis Hamm. Nach einer Gebietserweiterung im Jahr 1929 wurde dieser im Oktober 1930 in Kreis Unna umbenannt. Frömern wurde am 1. Januar 1968 nach Fröndenberg eingemeindet.
Die Kirche stammt aus romanischer Zeit (12. Jahrhundert). Während des Siebenjährigen Krieges wurden Dorf und Kirche von französischen Truppen unter den Marschällen Charles de Rohan, Prince de Soubise und Victor-François de Broglie 1761 beim Rückzug in Brand gesetzt, um nach der Schlacht bei Vellinghausen ihren Rückzug zu sichern.
| Jahr | Einwohner |
| ---- | --------- |
| 1849 | 0281      |
| 1910 | 0456      |
| 1931 | 0484      |
| 1956 | 0679      |
| 1961 | 0609      |
| 1967 | 0609      |
| 1987 | 1284      |
| 2012 | 1543      |
| 2013 | 1647      |

## Infrastruktur

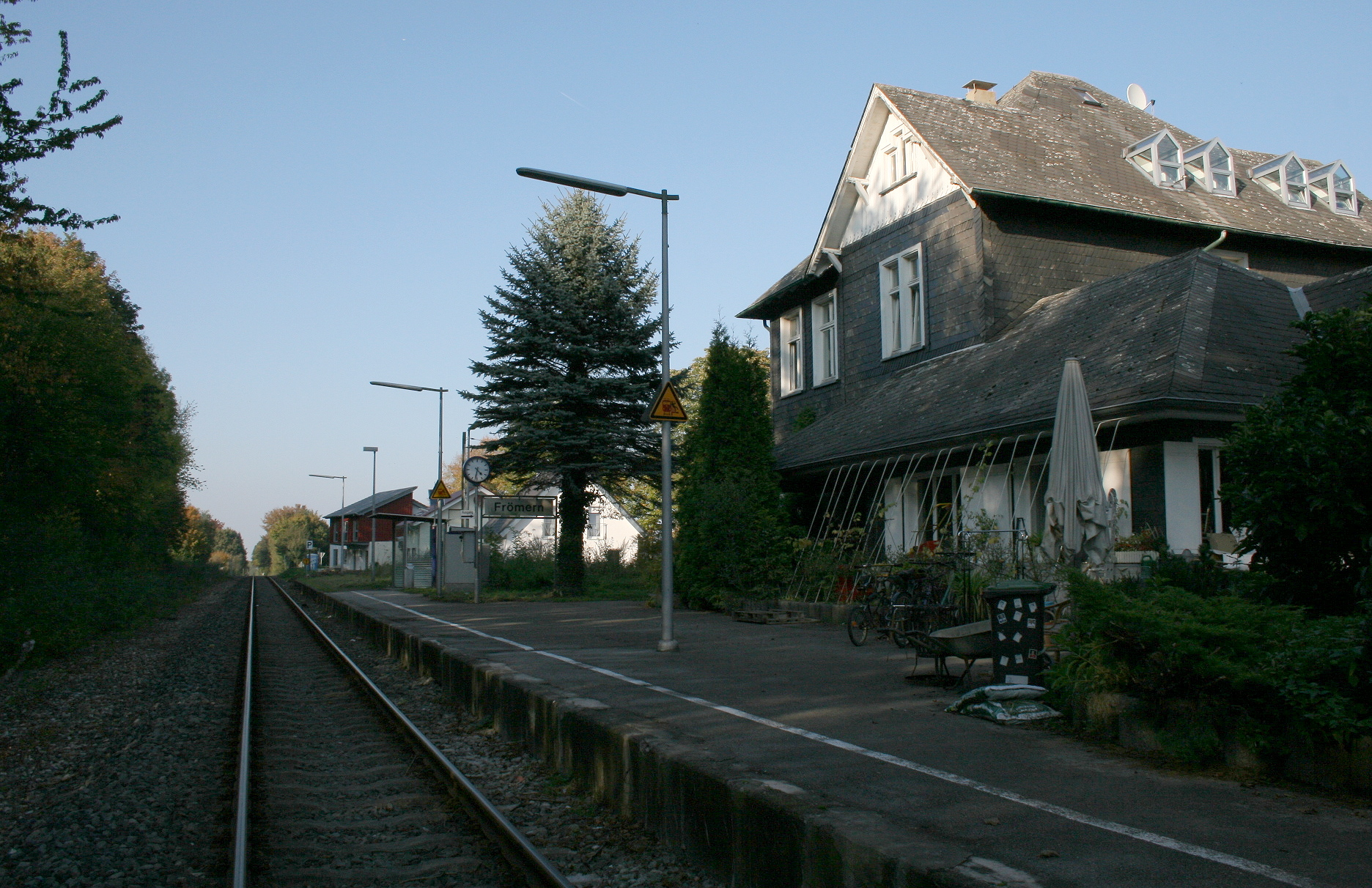
Haltepunkt Fröndenberg-Frömern der Hönnetalbahn

In Frömern gibt es eine Gaststätte, ein Café, einen Friseursalon, eine Goldschmiede, eine Sattlerei, ein Gemeindehaus, ein Altenpflegeheim und einen Friedhof. Als produzierendes Gewerbe existiert eine Verzinkerei sowie ein Hersteller von Halbzeugen aus Stahl und Aluminium.
Die Züge der Linie RB 54 (von Unna über Fröndenberg nach Menden) auf der Bahnstrecke Fröndenberg–Unna halten stündlich in Frömern.
| Linie | Verlauf | Takt   |
| ----- | --- | ------ |
| RB 54 | Hönnetal-Bahn Unna – Fröndenberg-Frömern – Ardey – Fröndenberg – Bösperde – Menden (Sauerland) (aufgrund von Dachsschäden am Bahndamm längerfristig im Schienenersatzverkehr zwischen Unna und Fröndenberg) Stand: Fahrplanwechsel Dezember 2023 | 60 min |

Zudem ist der Ort per Bus mit den benachbarten Städten Unna und Fröndenberg verbunden.
An das Dorf angrenzend befinden sich zwei 18-Loch-Golfplätze.

## Sehenswürdigkeiten

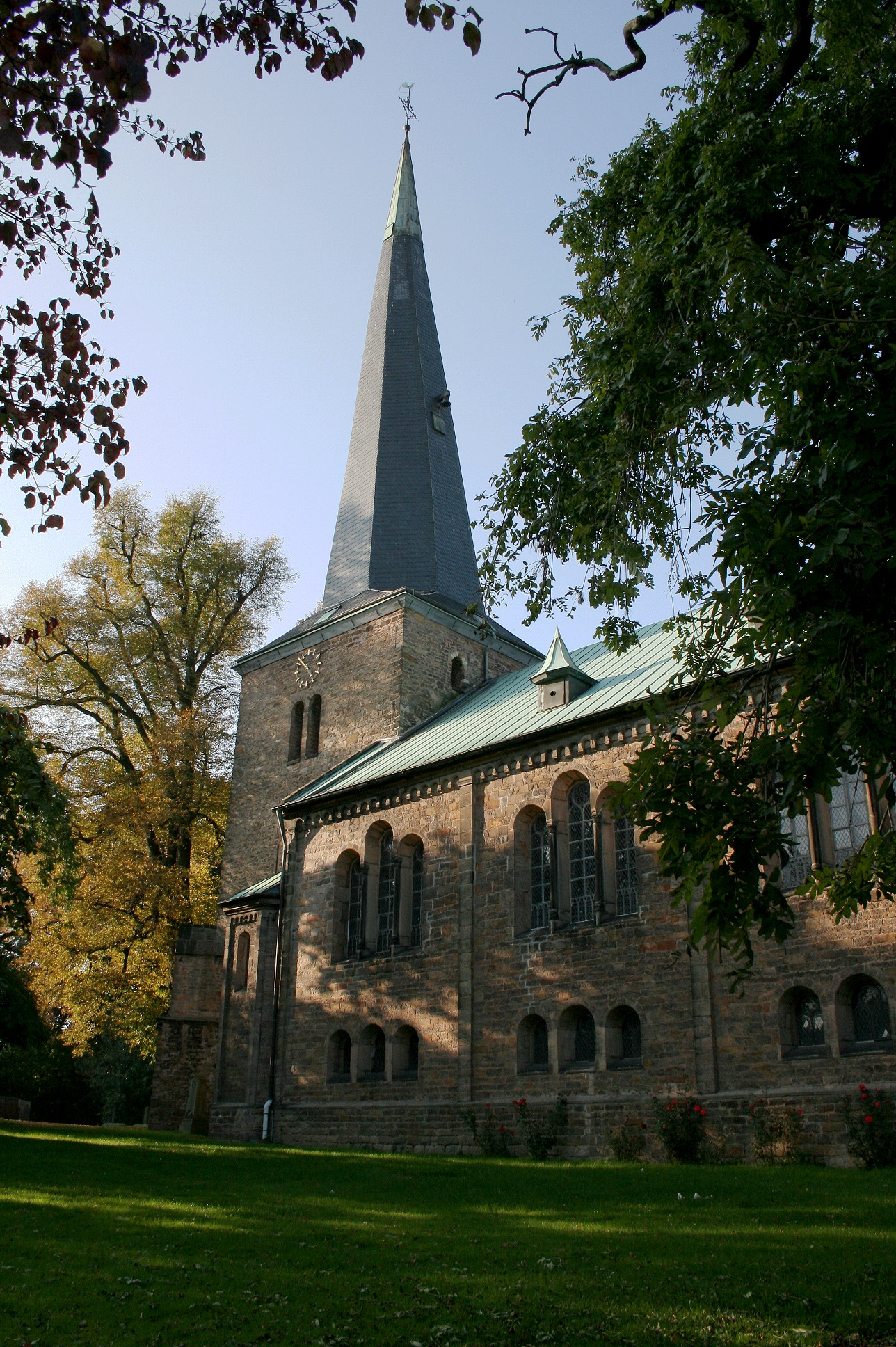
Evangelische Johanneskirche

Von der romanischen Kirche des 12. Jahrhunderts ist nur noch das Mauerwerk des Turmes erhalten. Im Inneren der Kirche befindet sich eine historische Orgel des Orgelbauers Friedrich Ladegast, die restauriert wurde.

## Persönlichkeiten
- Johann Dietrich von Steinen (1699–1759), Historiker und Pfarrer